# Acanthogorgia armata
Acanthogorgia armata is een zachte koraalsoort uit de familie Acanthogorgiidae. De koraalsoort komt uit het geslacht Acanthogorgia. Acanthogorgia armata werd in 1878 voor het eerst wetenschappelijk beschreven door Verrill. 